# New Guinea thuộc Hà Lan
New Guinea thuộc Hà Lan (tiếng Hà Lan: Nederlands-Nieuw-Guinea) dùng để chỉ vùng Papua của Indonesia trong khi đó là lãnh thổ hải ngoại của Vương quốc Hà Lan từ năm 1949 đến 1962. Cho đến năm 1949, đây là một phần của Đông Ấn Hà Lan. Nó thường được gọi là New Guinea thuộc Hà Lan. Nó bao gồm những gì hiện là hai tỉnh cực đông của Indonesia, Papua và Tây Papua, được quản lý như một tỉnh duy nhất trước năm 2003 dưới tên Irian Jaya.
Năm 1949, khi phần còn lại của Đông Ấn Hà Lan độc lập từ Hà Lan, Nhật Bản Behind Japanese lines in New Guinea, Dutch guerrilla fighters resisted under Mauritz Christiaan Kokkelink.<ref>như Indonesia, chính phủ Hà Lan vẫn giữ được chủ quyền đối với Tây New Guinea và thực hiện các bước để trao độc lập cho lãnh thổ này như một quốc gia riêng biệt. Khoảng năm ngàn giáo viên đã được chỉ định để đào tạo dân số, đặc biệt là về kỹ thuật chính trị, kinh tế và dân sự. Các học viên hải quân đầu tiên trong lãnh thổ tốt nghiệp năm 1955 và lữ đoàn quân sự đầu tiên hoạt động vào năm 1956.
Năm 1959, cuộc bầu cử được tổ chức tại New Guinea thuộc Hà Lan và Hội đồng New Guinea đã được bầu, chính thức họp vào ngày 5 tháng 4 năm 1961 để chuẩn bị cho sự độc lập hoàn toàn vào cuối thập kỷ này. Chính phủ Hà Lan ủy quyền cho hội đồng chọn một quốc huy mới và bầu một quốc kỳ mới vào ngày 1 tháng 12 năm 1961.
Vào ngày 18 tháng 12 năm 1961, Indonesia đã cố gắng xâm chiếm lãnh thổ và có một số cuộc giao tranh giữa các lực lượng quân sự Indonesia và Hà Lan, cho đến khi cả hai chính phủ đạt được thỏa thuận tại New York và lãnh thổ này tạm thời được đặt dưới quyền của Liên Hợp Quốc vào tháng 10 năm 1962. Vào tháng 5 năm 1963, chính quyền được chuyển đến Indonesia và chính thức sáp nhập vào năm 1969 sau một cuộc trưng cầu dân ý do chính phủ Indonesia giám sát.